# Dientes de sable

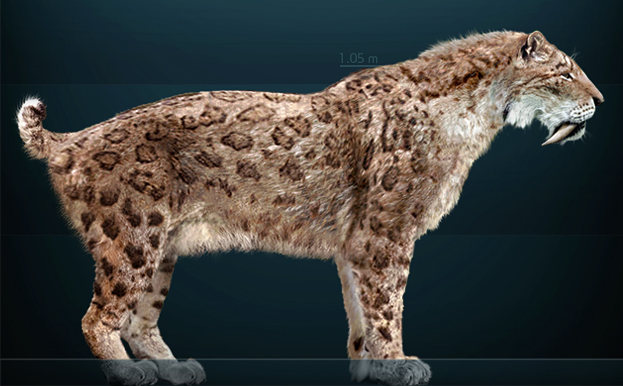
Reconstrucción artística de Smilodon fatalis, uno de los dientes de sable más conocidos.

El término «dientes de sable» es un término genérico que se usa para describir a numerosas especies de mamíferos dotados de enormes caninos que vivieron durante diferentes épocas del Cenozoico.
Estas especies adquirieron sus característicos dientes de sable de forma totalmente independiente. La morfología de los dientes se puede considerar como ejemplo de evolución convergente, ya que ha ocurrido repetida e independientemente en al menos cuatro grupos diferentes de mamíferos: los macairodontes (Machairodontinae), una subfamilia de los félidos que incluye al famoso Smilodon; los nimrávidos (Nimravidae), una familia emparentada con los felinos, pero diferente; y finalmente, un par de casos aislados dentro de los creodontos (que no son considerados carnívoros auténticos) y los tilacosmílidos, una familia extinta de metaterios sudamericanos.

## Géneros destacados

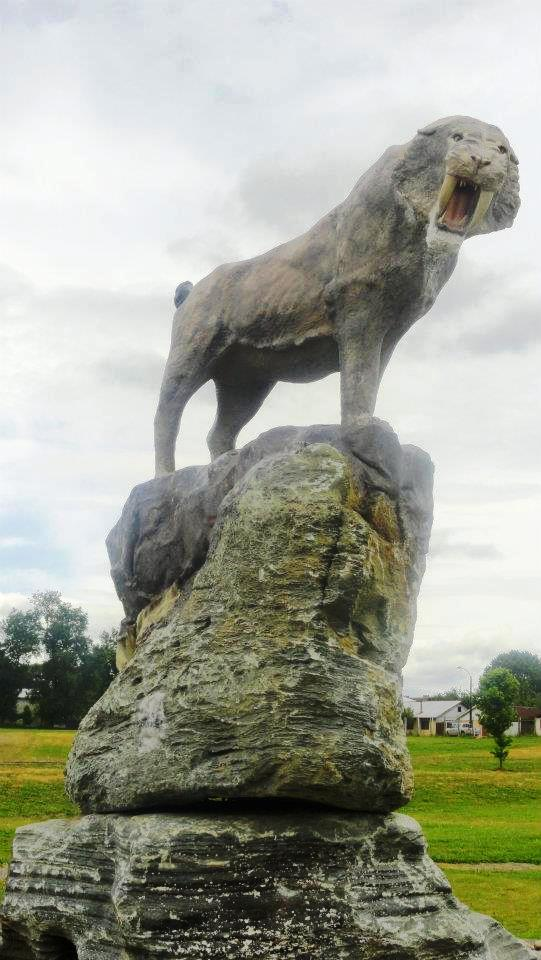
Escultura de un dientes de sable en el Parque Pleistocénico de Osorno (Parque Chuyaca - Osorno, Chile)

| Género                                | Número de especies | Período                                       | Regiones                       |
| Smilodon                              | 4                  | 2,5 millones de años (Ma) a 10.000 años atrás | Norte y Sudamérica             |
| Hoplophoneus                          | 5                  | 33,7 Ma a 23,8 Ma atrás                       | Norte                          |
| Homotherium                           | 1                  | 3 Ma a 10.000 años atrás                      | Eurasia, África, Norteamérica  |
| Thylacosmilus                         | 1                  | 10 Ma a 1,8 Ma atrás                          | Sudamérica                     |
| Metailurus                            | 1                  | 15 Ma a 8 Ma antes                            | China y Europa oriental        |
| Machairodus (ancestro de Homotherium) | 5                  | 15 Ma a 2 Ma antes                            | África, Eurasia y Norteamérica |
| Megantereon                           | 2                  | 3 Ma a 9000 años antes                        | África, Eurasia y Norteamérica |
| Dinofelis                             | 5                  | 5 Ma a 1,5 Ma antes                           | África, Eurasia y Norteamérica |
| Paramachairodus                       | 2                  | 20-15 Ma a 9 Ma antes                         | España                         |
| Xenosmilus                            | 1                  | 1 Ma antes                                    | Florida central                |

## Árbol evolutivo

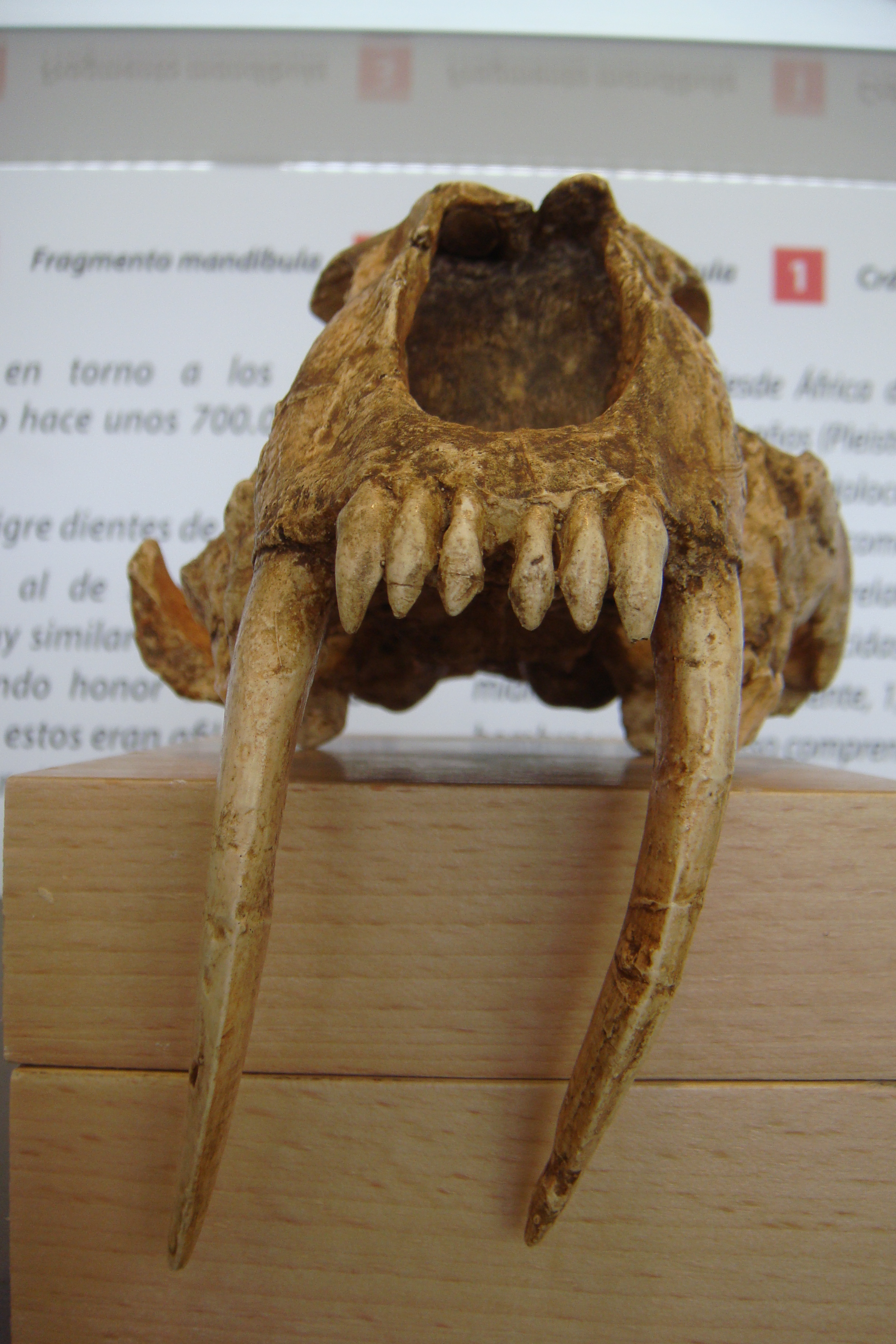
Cráneo de Homotherium latidens en el Museo de Prehistoria de Orce, España.

Todos los mamíferos con dientes de sable vivieron entre hace 9000 y 33 700 000 años, sin embargo, las líneas evolutivas que dieron origen a los géneros con dientes de sable comenzaron a separarse mucho antes.
- Clase Mammalia
  - Subclase Marsupialia (fecha de divergencia desconocida, durante el Cretáceo).
    - Orden Sparassodonta (un grupo extinto de metaterios sudamericanos).
      - Familia Thylacosmilidae (borhienoideos con dientes de sable).
      - Anachlysictis
      - Patagosmilus
      - Thylacosmilus

  - Subclase Placentalia
    - Orden Creodonta (divergió hace unos 60 millones de años en el Paleoceno).
      - Familia Hyaenodontidae
        - Apataelurus
        - Machaeroides

    - Orden Carnivora
      - Familia Nimravidae (se separó de los feliformes entre 48 y 55 millones de años antes, en el Eoceno tardío).
        - Hoplophoneus

      - Familia Felidae (verdaderos felinos).
        - Subfamilia Machairodontinae (fecha de divergencia desconocida).
          - Tribu Machairodontini
            - Homotherium
            - Machairodus
            - Xenosmilus

          - Tribu Metailurini
            - Dinofelis
            - Metailurus

          - Tribu Smilodontini
            - Megantereon
            - Paramachairodus
            - Smilodon

## Características
El atributo más espectacular y evidente de todos los mamíferos con dientes de sable son los inmensos caninos superiores. Aunque el consenso general de acuerdo a su dentadura es que se usaban para cazar denotando con ello una alimentación carnívora, la forma exacta en la que se usaban ha sido motivo de debate desde la década de 1880, cuando el Smilodon fue descrito por primera vez.

### Sujeción
Algunos paleontólogos creen que el propósito principal era el de agarrar y sujetar presas grandes. La evidencia sin embargo no da suficiente respaldo a esta teoría, ya que se ha demostrado que unos dientes tan largos usados de esa forma podrían romperse fácilmente, y los cráneos fósiles con los dientes rotos son raros.

### Acuchillado
Una hipótesis más aceptada sugiere que los dientes de sable se usaban para dar mordiscos en la garganta o el abdomen de presas grandes (Akersten, 1985), o para causar heridas punzantes profundas que desangrarían al animal.

### Exhibición
Otro posible uso es el de estructura de estatus social, como casi todas las cornamentas. De ser así, esto respaldaría la teoría de que los dientes de sable eran animales sociales o tal vez fuertemente territoriales.